# Богданов Григорій Олександрович
Григорій Олександрович Богданов (6 березня 1930, село Свистунівка, тепер Сватівського району Луганської області — 30 травня 2009, Київ) — український радянський діяч, фахівець в галузі сільського господарства, голова президії Південного відділення ВАСГНІЛ. Депутат Верховної Ради УРСР 10—11-го скликань. Член ЦК КПУ в 1981—1990 р. Доктор сільськогосподарських наук (1969), професор (1970), академік ВАСГНІЛ (1979). Академік Української аграрної академії наук (1991).

## Біографія
У 1944—1947 роках — студент Куп'янської фельдшерсько-акушерської школи Харківської області. У 1947—1948 роках — завідувач пункту санітарної освіти при Сватівському районному відділі охорони здоров'я Ворошиловградської області.
У 1948—1952 роках — студент Харківського зоотехнічного інституту. У 1952 році закінчив Харківський зоотехнічний інститут.
У 1952—1953 роках — старший зоотехнік Валківського держплемрозплідника великої рогатої худоби Харківської області; старший зоотехнік Марківського районного відділу сільського господарства Ворошиловградської області.
У 1953—1956 роках — аспірант Всесоюзного науково-дослідного інституту гібридизації та акліматизації тварин «Асканія-Нова» імені академіка Іванова. У 1956 захистив кандидатську дисертацію на тему «Влияние микроэлементов (кобальта, меди и марганца) на рост, развитие и обмен веществ у телят красной степной породы».
У 1956—1958 роках — молодший науковий співробітник, у 1958—1963 роках — старший науковий співробітник, у 1963—1969 роках — завідувач відділу годування тварин, у 1969—1970 роках — заступник директора з наукової роботи Науково-дослідного інституту тваринництва Лісостепу і Полісся Української РСР.
Член КПРС з 1964 року.
У 1969 році у Донському сільськогосподарському інституті захистив докторську дисертацію на тему «Обмін речовин та продуктивність свиней у зв'язку з рівнем та якістю протеїну в раціонах».
У 1970—1973 роках — ректор Харківського зооветеринарного інституту і завідувач кафедри годівлі сільськогосподарських тварин.
У 1973—1976 роках — директор Науково-дослідного інституту тваринництва Лісостепу і Полісся Української РСР.
У 1976—1979 роках — ректор Української сільськогосподарської академії.
У березні 1979 — серпні 1987 року — голова президії Південного відділення, віце-президент Всесоюзної академії сільськогосподарських наук імені Леніна.
Одночасно, у грудні 1985 — 1987 року — заступник голови Держагропрому Української РСР.
У 1986—1988 роках — головний редактор журналу «Вісник аграрної науки».
У серпні 1987 — 1990 року — 1-й заступник голови президії Південного відділення Всесоюзної академії сільськогосподарських наук імені Леніна.
У 1990—1996 роках — завідувач кафедрою технології виробництва молока та яловичини Української сільськогосподарської академії.
У 1996—2000 роках — академік-секретар Відділення тваринництва, ветеринарної медицини й переробки продукції Української аграрної академії наук. У 2000—2009 роках — заступник академіка-секретаря Відділення тваринництва, ветеринарної медицини й переробки продукції (зоотехніки) Української аграрної академії наук.
Автор понад 500 наукових праць, серед яких понад 20 монографій, посібників та довідників.
Напрям наукових досліджень: розробка енергетичного, протеїново-амінокислотного і мінерального живлення сільськогосподарських тварин. Досліджував фізіолого-біохімічні процеси травлення в сільськогосподарських тварин та птиці за різних типів годівлі, залежно від рівня протеїнового живлення, використання комплексних добавок і нетрадиційних джерел енергії, протеїну й незамінних амінокислот, небілкових азотних речовин і вітамінів.

## Нагороди
- орден Трудового Червоного Прапора (1971)
- орден Дружби народів (5.03.1980)
- орден «За заслуги» 3-го ст. (1998)
- медалі
- лауреат Премії Ради Міністрів СРСР (1989)
- заслужений діяч науки і техніки України (1996)
- Лауреат Державної премії України в галузі науки і техніки (2004)